# کیم سونگ-اوه
کیم سونگ-اوه (به کره‌ای: 김성오)؛ زاده ۱۵ سپتامبر ۱۹۷۸ بازیگر اهل کره جنوبی است.
از فیلم‌ها یا برنامه‌های تلویزیونی که وی در آن نقش داشته است، می‌توان به مردی از هیچ‌کجا اشاره کرد.